# Maranta arundinacea
Arrowrot (Maranta arundinacea) eller pilrot är en växtart som beskrevs av Carl von Linné. Arten ingår i släktet Maranta och familjen strimbladsväxter och är en flerårig ört som har sitt ursprung i tropiska Amerika (Mexiko till Västindien, Peru och Brasilien). Den odlas för sina rotknölar ur vilken stärkelse framställs.
Denna stärkelse kallas arrowstärkelse, arrowmjöl eller vardagligt arrowrot, precis som växten. En liknande stärkelse går att framställa även från vissa andra tropiska växtarters rotknölar och denna kan också säljas under namnet arrowrot, även om rotknölen av Maranta arundinacea setts som råvaran för äkta arrowstärkelse.
Förutom i sitt ursprungsområde odlas Maranta arundinacea även i andra delar av världen förutsatt ett lämpligt klimat (den behöver typiskt ett tropiskt varmt och fuktigt klimat). Maranta arundinacea räknas som en introducerad art i Florida, västra centrala Afrika och delar av sydöstra Asien (däribland Indien, Sri Lanka, Bangladesh, sydöstra Kina, Filippinerna, och Kambodja).
Växten förekommer också i handel som krukväxt. Plantan blir cirka 1,3 meter hög, har stora gröna blad och små vita blommor. En sort med brokiga blad förekommer. Det svenska namnet "arrowrot" kommer av ett av växtens engelska namn, arrowroot, bildat av orden arrow (pil) och root (rot), "pil-rot". Detta namn kommer av att ursprungsfolk i Amerika i traditionell medicin använde rotknölarna för att motverka pilgift i form av ett grötomslag för att dra ut pilgift ur sår. Stärkelsen kunde i traditionell medicin också intas för att motverka intaget gift. Växten kallas av ursprungsfolket arawaker för aru-aru.

## Bildgalleri

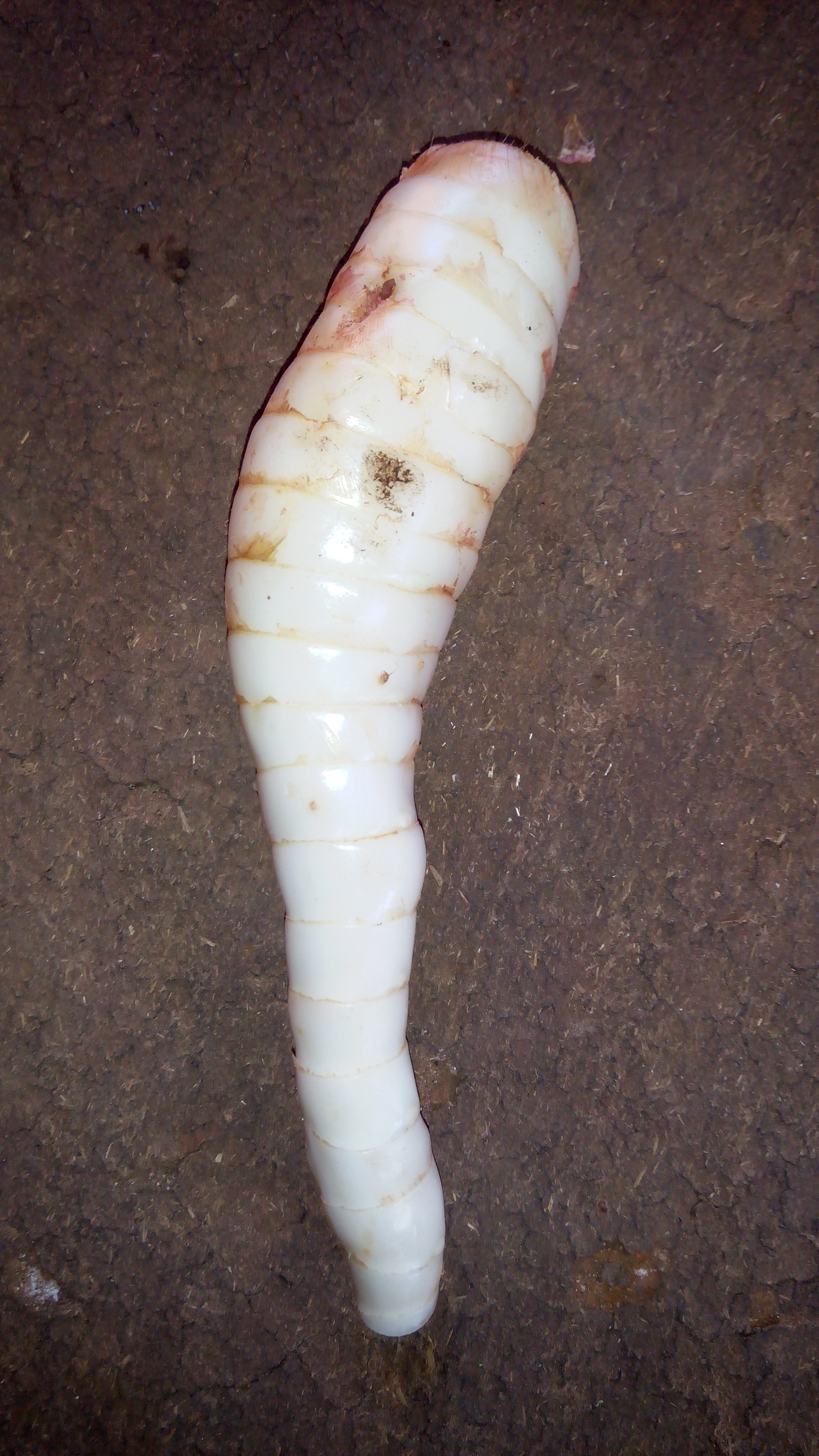
Rotknöl, ur vilket arrowstärkelse framställs.
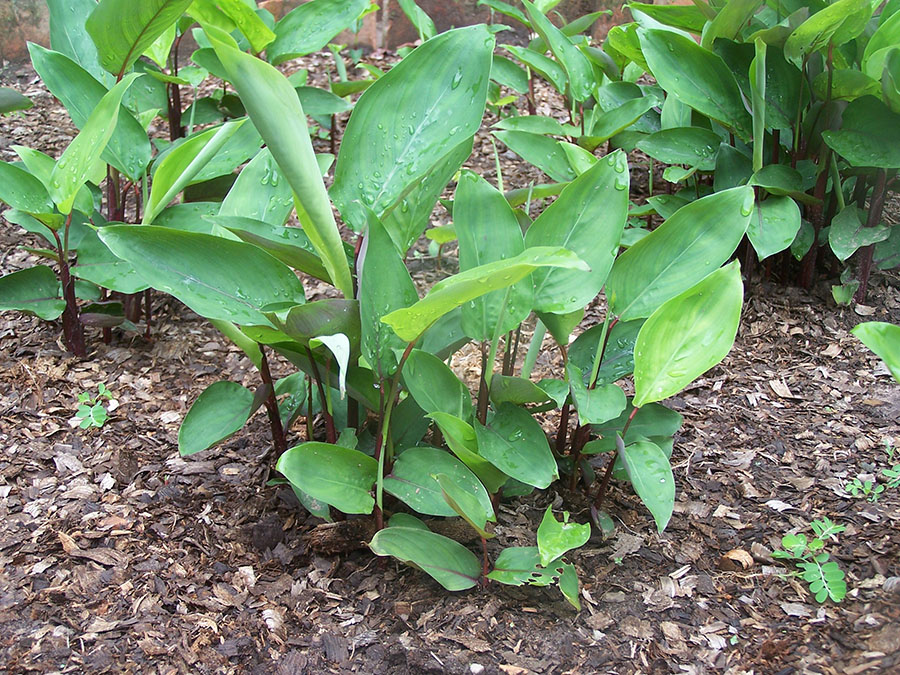
Odlad arrowrot i Peru.
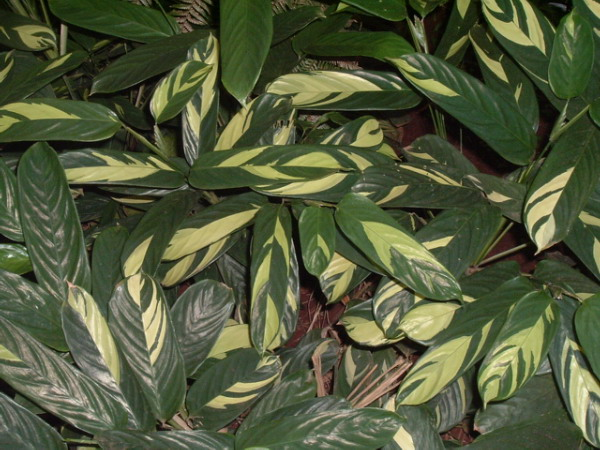
Sort med brokiga blad i Brasilien.